# Poli (Cameroun)
Pour les articles homonymes, voir Poli.
Poli est une commune et ville du Cameroun située dans la région du Nord et chef-lieu du département du Faro. Les autochtones ou les peuples du milieu sont les peuples dits dowayo. Ils parlent la langue dooyaayo, langue Niger-Congo, Adamawa-Oubangienne et Sama-Duru.

## Population
Lors du recensement de 2005, la commune comptait 37 882 habitants, dont 8 462 pour Poli Ville.

## Structure administrative de la commune
Outre Poli proprement dit, la commune comprend les villages suivants :
- Bacté
- Balkwa
- Bantadjé
- Bate
- Bégue
- Béka Ilou
- Béka Séko
- Bete
- Bokaré
- Boli
- Boryawalélé
- Bouko
- Boulé
- Boulko
- Boumba
- Boumsé
- Boundje Djioungo
- Boundjé Taworo
- Boupi
- Boussowale
- Daï
- Darké
- Dassidongo
- Delengti
- Delengué
- Dembako
- Dembako
- Dengo
- Deta
- Dité
- Djalingo
- Djamboutou
- Djanguine
- Djogo
- Djogo
- Djogui
- Djongué
- Djoumté
- Dobiti
- Donko
- Dooboulkou
- Douggouri (Bassodjé)
- Doulé
- Farkoumo Tondiré
- Fignole
- Gahamba
- Gahiba
- Gahta
- Gandjiba
- Garanti
- Gare
- Gbéré
- Gboko
- Gnaouredou
- Godé
- Godi Alkali
- Gombo
- Gompou
- Gormaya
- Gossé-Kopsé
- Goundé
- Gourko
- Guiding
- Guitcha
- Guito
- Guito
- Hahti
- Hakati
- Hepah
- Heptilélé
- Herko
- Hom
- Hoy
- Kalbingo
- Kaoutal
- Kebouli
- Kimla
- Kognappa
- Kongle Centre
- Koumdongo
- Kourtessé
- Lakapou
- Langui II
- Lenguerba
- Longotté
- Macina
- Mal Wadou
- Mana
- Mangati
- Mango
- Marka
- Mayo Lamte
- Mayo Njarendi
- Mayo Saské
- Mbonn
- Mouninga
- Naaba
- Nakiré
- Nangwalé
- Ngaoudou
- Nietché
- Nogui
- Nongti
- Npenguen
- Nyinga Manga
- Pah
- Paksé
- Paté Manga
- Paté Pétel
- Patigolé
- Pintchoumba
- Pipah
- Pomla
- Ponha
- Pouksa
- Rengo
- Ridina
- Riga
- Sahgo
- Sambaro
- Samo
- Sangué
- Sari
- Sellou
- Seppi
- Séri
- Sigari
- Siko
- Singba
- Sirdjam
- Sirkontchi
- Sissi-Djérato
- Sofol
- Souari
- Tamzali
- Taparé
- Taroua
- Tartessé
- Tchinté
- Tégui
- Tété
- Teugo
- Tinlé
- Tirga
- Tocté
- Tolé Bako
- Tormé
- Touné
- Toupté
- Vagba
- Wadé
- Wakiri
- Waltessé
- Wanté
- Wari Dourousaka
- Waté
- Webako
- Winde Pinchoumba
- Wouro Barka
- Wouro Kessoum
- Wouro Mbay
- Yélé
- Yernambo
- Yobo
- Yorini
- Zéguine

## Géographie

### Climat
Le climat dans l’arrondissement de Poli est semi-aride de type soudanien, qui est un climat à faible pluviométrie, avec une saison sèche marquée et une seule saison des pluies. La saison sèche dure cinq mois, de novembre à mars, durant laquelle le vent Harmattan souffle du Nord au sud et forme une brume sèche. La saison des pluies dure d’avril à octobre, les mois d’août et septembre étant les plus pluvieux. On compte une pluviométrie moyenne annuelle de 1 200 mm en 2015.

### Environnement
La végétation de Poli est la savane arbustive, peuplée majoritairement de plantes combrétacées. On retrouve aussi des arbres plantés par les populations dans les villages ou près des habitations comme les acacias, les baobab africains, les tamarinier ou les caïlcédrats.
La faune est rare, car éloignée par les humains, la chasse et l’agriculture. Dans les zones forestières des villages de l’arrondissement on peut retrouver des reptiles comme les varans et des serpents, des petits rongeurs comme les rats palmistes et les porc-épic, qui sont considérés comme nuisibles par la population car ravageant les cultures. Ensuite, les animaux de la savane comme les singes, les lions et les cobes de Buffon sont rares et font l’objet de protection contre la chasse. Enfin, on peut retrouver des perdrix et des pintades qui vivent à proximité des humains. 

## Histoire et société
L’arrondissement de Poli a été créé en 1924 sous l’administration coloniale française, il prend sa forme actuelle en 1993 avec la création de l’arrondissement de Beka.

### Organisation sociale
Selon le plan de développement communal, les ménages se regroupent en quartiers, qui sont dirigés par un djaoro. Un ensemble de quartiers forment un village, appelé aussi lawanat, et sont administrés par lardo ou lawan. Un ensemble de villages est placé sous l’autorité d’un lamido, qui dirige le canton ou arrondissement. Le lamido est aussi maire de la ville.

### Ethnies et religion
Les principales ethnies sont les Daoyo, les Doupa, les Papé, les Foulbé, les Voko, les Mboum et les Koutine. La religion principale de la population est l’Islam, on retrouve aussi des chrétiens catholiques, évangéliques et pentecôtistes.

## Économie
On retrouve trois types d’activités principales dans l’arrondissement : l’agriculture, l’élevage et les services financiers (tontines). Il existe par ailleurs de nombreuses associations qui soutiennent le développement économique.

### Agriculture
L’agriculture est la principale activité économique de l’arrondissement. La seule agriculture pérenne – qui se déroule toute l’année – est celle du coton. On retrouve aussi des cultures vivrières de macabo, d’arachides, de banane plantain, de sorgho et des cultures maraichères de légumes et de piments. L’entreprise Sodecoton assure l’approvisionnement en intrants agricoles pour les producteurs de cotons mais aussi pour les autres cultures.
L’agriculture est encadrée par la Délégation départementale de l’agriculture et du développement rural (DDADER) dont le bureau est situé à Poli. On compte aussi des postes agricoles à Mana, Bantadjé, Mango, Ninga, Boumba, Tété, Taparé et Godé.

### Elevage
L’élevage est la seconde activité économique et elle relève également d’un aspect culturel et traditionnel. On élève essentiellement des bovins, des caprins, des volailles et des ovins. En termes d’infrastructures, on retrouve un abattoir à Poli, ainsi qu’un marché à bétail et un parc vaccinogène. Un vétérinaire est présent aussi à Voko. L’élevage sert principalement à la production de viande, qui est consommé ou vendue. La production laitière sert à nourrir les veaux. La production de cuir est en général vendue.
L’élevage est soi transhumant, c’est-à-dire que les éleveurs se déplacent en même temps que les saisons pour faire paitre leurs cheptels. Soit l’élevage est sédentaire, c’est-à-dire que les éleveurs sont des agriculteurs possédant des animaux pour l’attelage ou comme complément.
La chasse est limitée, elle se résume au contrôle de la population de nuisibles (les rongeurs) ou la chasse traditionnelle de volaille.

### Tourisme

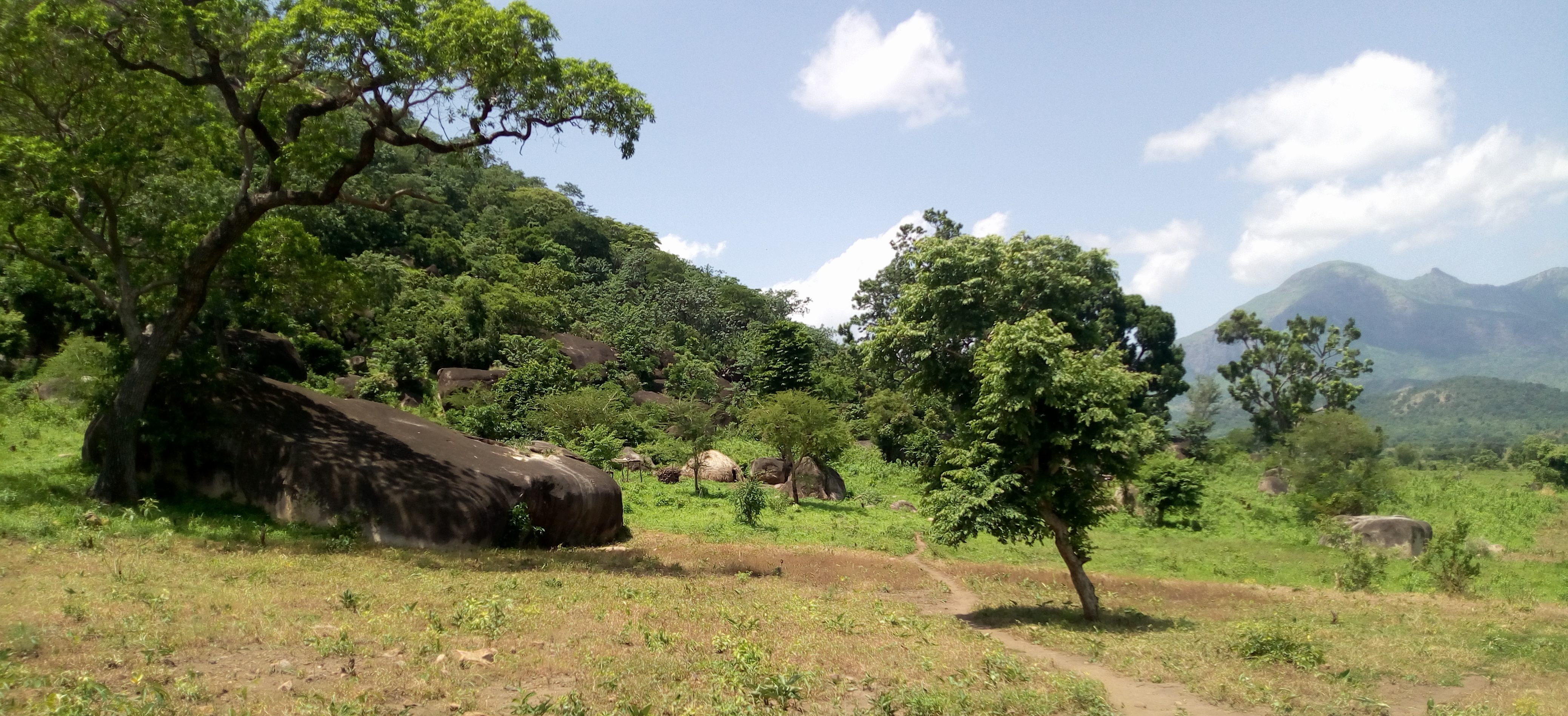
Paysage autour de Poli.

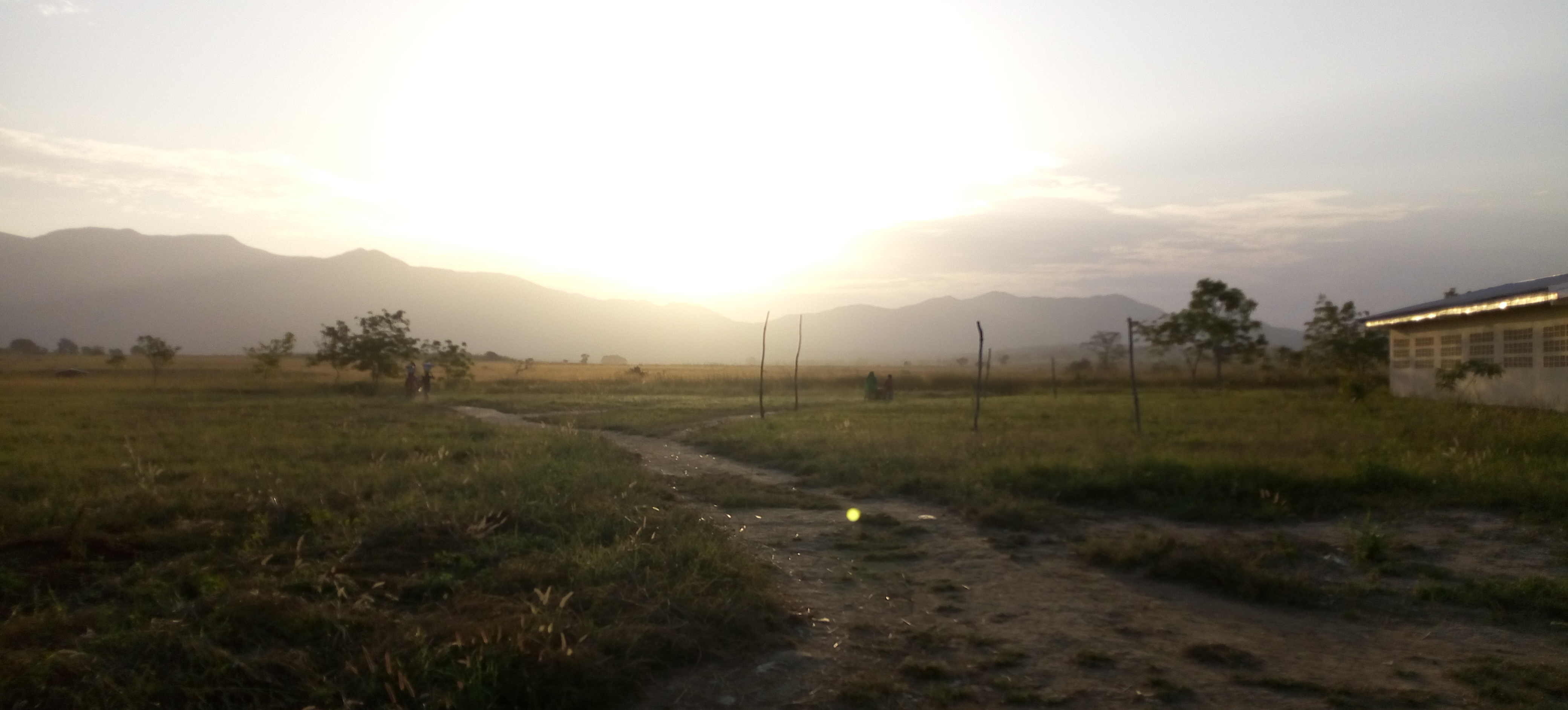
Coucher du soleil à djalingo Poli

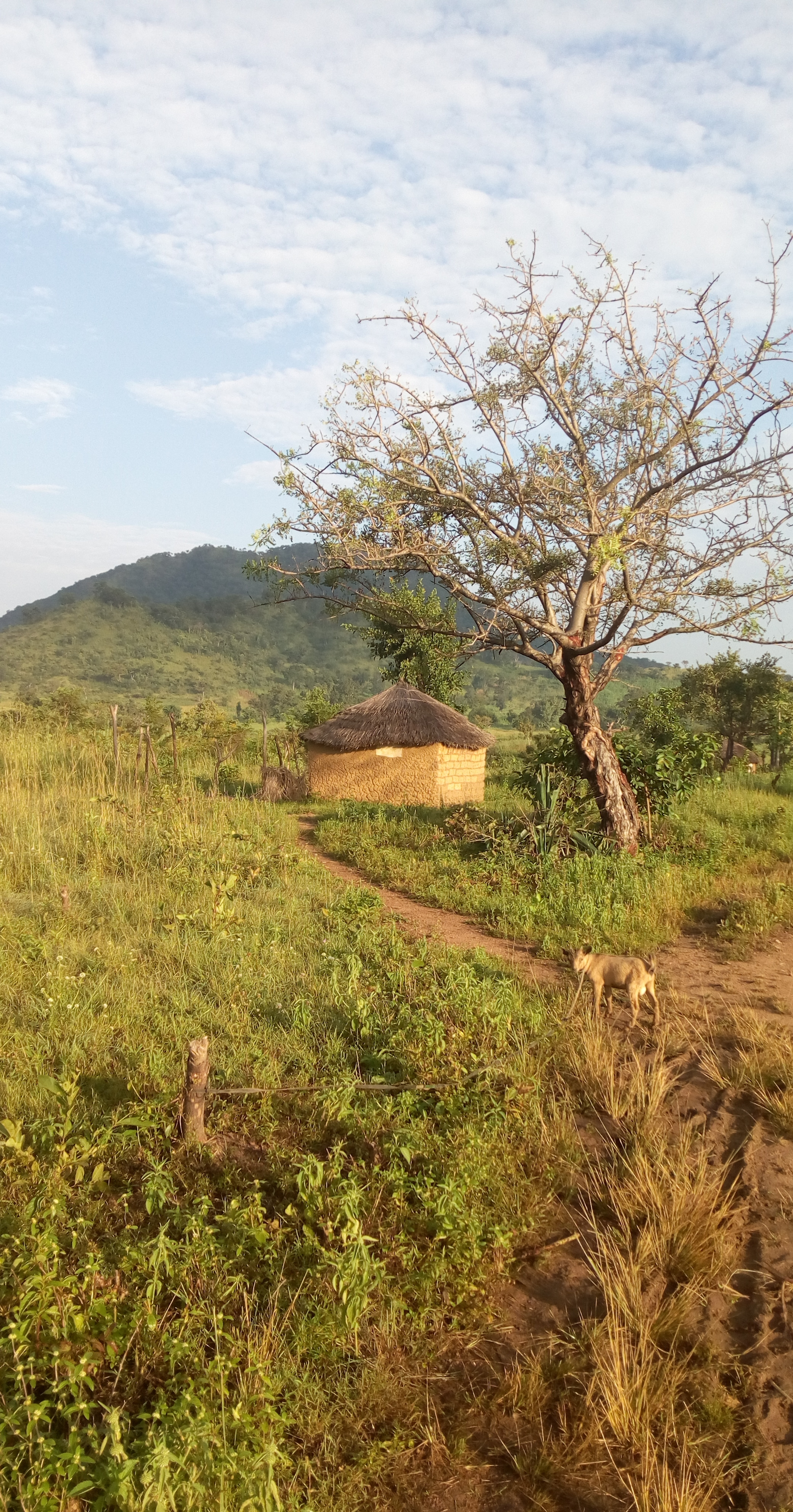
Paysage d'un habitat à Marka par Poli Nord

Le relief de la ville de Poli offre un excellent paysage touristique. C'est une destination pour la randonnée. Venant de Garoua, il faut franchir une montagne de la dorsale du Cameroun et au-delà, le chemin non bitumé qui descend offre une excellente vue sur la Plaine de Poli

### Commerce
L’accès difficile à l’arrondissement rend l’apprivoisement et le commerce complexe. Les commerçants doivent se rendre au Nigéria en traversant l’arrondissement de Beka pour vendre les produits agricoles et de l’élevage. 
Il existe des petits marchés hebdomadaires dans chaque village, mais le plus important est situé dans la ville de Poli. Le marché de Poli attire non seulement les populations de l’arrondissement mais aussi des communes voisines et du Nigéria.  

### Ressources naturelles
L’arrondissement de Poli est également très riche en ressources naturelles, qui ne sont pas exploitées ou sont sous-exploitées. On a découvert notamment :
- de l’uranium du côté de Mango,
- de l’or près de Mana, Bantadjé et Voko,
- du sable au fond et au bord des Mayos Djarendi, Bantadjé, Faro ou bien en plein air à Yellé et Malwadou,
- du marbre dans Deta et Garé.

Ces ressources minières ne sont pas exploitées car difficiles d’accès en raison du mauvais état ou l’absence de routes.
En outre, l’exploitation forestière est limitée : on utilise le bois pour se chauffer ou la construction. On exploite aussi les arbres pour la médecine traditionnelle.

## Urbanisme
Les habitations sont typiques des coutumes du Nord du Cameroun : elles sont dotées d’une charpente en bois de forme conique, construites en brique de terre et recouvertes de pailles sèche. On note cependant l’absence d’électricité et de système d’assainissement dans certains villages. 
Postes de Gendarmerie à Poli et à Voko ainsi qu’un commissariat de sécurité publique à Poli.

### Santé
Il existe un hôpital à Poli ainsi que des centres de santé intégrés et des cases de santé.

### Eau et électricité
Pour l’approvisionnement en eau, les villages sont équipés de puits pastoraux et de forages à motricité humaine. Il existe des comités de gestion des points d’eau qui veillent à la bonne utilisation de l’eau et à la maintenance des infrastructures. La localité dispose d'une centrale électrique isolée exploitée par Enéo d'une capacité installée de 700 kW.

### Éducation
Chaque village possède une école primaire publique. Il existe trois écoles maternelles, deux à Poli ainsi qu'une à Fignole. On retrouve six collèges dans tout l'arrondissement ainsi que trois lycées, dont deux à Poli. De plus, la ville de Poli accueille un centre multifonctionnel de la jeunesse, qui délivre des certificats variés, de la comptabilité à la mécanique au management. Enfin, l'arrondissement est doté d'un stade de football et d’un stade de basket situés à Poli. 

### Transports et Communications
L’arrondissement est enclavé, ce qui rend la mobilité difficile. La ville de Poli se situe à 36 km de la route nationale N1 mais la bretelle y accédant est en mauvais état et n’est pas praticable en saison des pluies. En l’absence de station-service, la vente de carburant se fait en plein air à Poli.
La ville de Poli est dotée d’un centre de télécommunication et d’un bureau de poste.